# Iszaak Emmanuilovics Babel

Emlékműve Odesszában

Iszaak Emmanuilovics Babel (Исаак Эммануилович Бабель), (Odessza, 1894. július 13. (Julián naptár sz. július 1.) – Moszkva, 1940. január 27.), szovjet-orosz író, drámaíró, újságíró.

## Élete

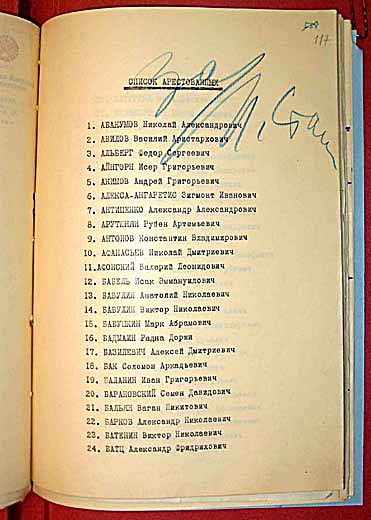
Sztálin „halállistája”, a 346 kivégzendő személy nevét tartalmazó jegyzék első oldala. Babel a 12-dik a listán.

Iszaak Babel Odessza zsidónegyedében született és nevelkedett. Gimnáziumot, kereskedelmi iskolát végzett.
16 évesen franciául írta első elbeszéléseit, de ezek nem maradtak fenn. 1916-ban Szentpéterváron Gorkij fedezte fel, közölte két novelláját. Számtalan foglalkozást kipróbált, volt tördelő-szerkesztő, riporter és élelmiszer-begyűjtő. 1920-ban Bugyonnij Első Lovashadseregében, a lengyel–szovjet háborúban vett részt tudósítóként és tolmácsként.
1921-ben ismét írni kezdett, elbeszéléseit Majakovszkij lapja, a LEF, illetve Alekszandr Voronszkij Krasznaja Nov (Vörös Ugar) című folyóirata közölte. Néhány év alatt adta közre azokat a novelláit – 1921–1925 között kb. ötvenet – melyeket később ciklusokba foglalt. Így jelent meg önálló kötetként a Lovashadsereg (először 1926-ban), illetve a négy elbeszélésből álló Odesszai történetek (1931).
1931–32-ben további kilenc elbeszélése jelent meg, nagy részük az 1925-ben publikált önéletrajzi jellegű Galambdúcom története és Az első szerelem című novellákhoz illeszkedik.
Két novelláját 1933-ban a cenzúra betiltotta, további kettő pedig 1934-ben jelent meg.
Közben többször járt Nyugat-Európában, 1935-ben Párizsban felszólalt egy antifasiszta kongresszuson.
Utolsó négy elbeszélését 1937-ben publikálta. 1939 őszén novellaciklust készült megjelentetni Új elbeszélések címmel. Májusban azonban koholt vádak alapján letartóztatták, kéziratait elvitték, majd megsemmisítették.
Babelt 1940. január 27-én tarkón lőtték. 1954. december 18-án rehabilitálták.

## Művei
Babel viszonylag keveset írt. Művei, elbeszélései önéletrajzi ihletésűek. Két alapvetően meghatározó élménye a gyermekkor és a polgárháború. Az író inkább a rövid novella mesterének tekinthető. Rendkívül sokat és precízen dolgozott alkotásain. Nem a mindennapi élet tipikus helyzeteit keresi műveiben, hanem különleges helyzetbe állítja a szereplőket. A novellákban keverednek a romantikus, fantasztikus, naturalisztikus és groteszk elemek.
Lovashadsereg (1926) című novellakötetével heves vitákat váltott ki az irodalmi életben. Maga Bugyonnij, a hadsereg vezetője is támadta az írót: a valóság meghamisításával és a sereg karikírozásával vádolta.

### Novellaciklusai

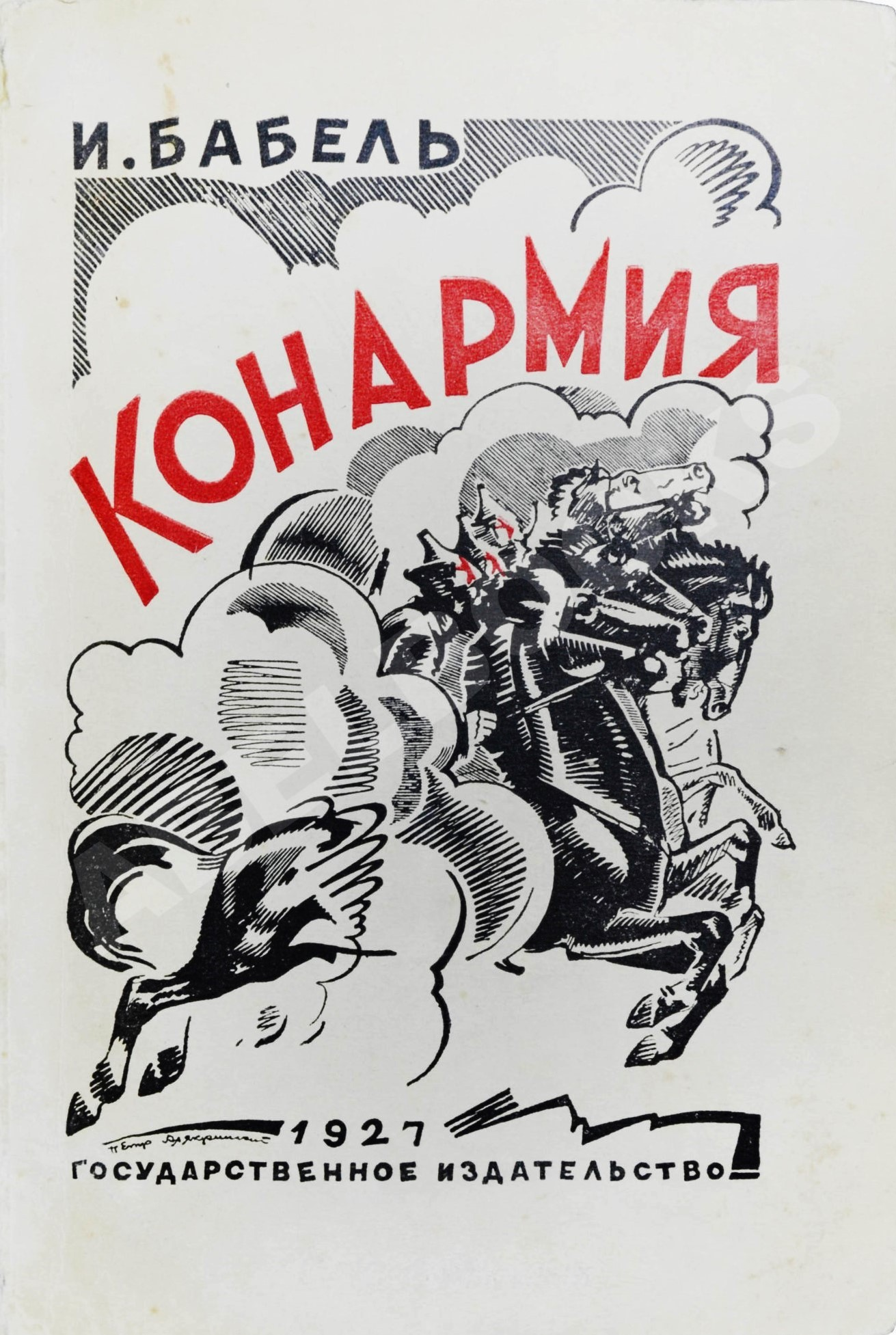
A Lovashadsereg első kiadásának borítója

- Lovashadsereg (Конармия, 1926) novellák
- Odesszai történetek (Одесские рассказы, 1931) novellák

### Színművek
- Alkony (dráma), bemutatták Odesszában 1927-ben, Moszkvában 1928-ban.
- Marija (dráma), írta 1935-ben. Életében nem mutatták be.

### Forgatókönyvek
Babel forgatókönyvírással csak a megélhetési gondok miatt kezdett el foglalkozni. Ennek ellenére még az igénytelenebb munkákat is igyekezett nagy gonddal végezni. Ezekből a munkáiból igen kevés maradt fenn.
Némafilmek:
- Benya Krik (1926) Az Odesszai történetek novellái alapján. A filmet eredetileg Eizenstein rendezte volna, de végül nem ő, hanem bizonyos Vilner készítette el az odesszai filmstúdióban. Bemutatták 1927 elején.
- Vándorcsillagok (1926) Sólem Aléchem azonos című regénye alapján. A filmet bemutatták 1927 januárjában Kijevben, egy év múlva Moszkvában.
- Kínai malom (1927). Rendezte Ljovsin.
- Upton Sinclair Jimmy Higgins című regényéből írt forgatókönyvet. A filmet bemutatták 1928 októberében Odesszában, decemberben Kijevben.

Hangosfilmek:
- 1936 – Eisensteinnel dolgozott együtt a Bezsin rétje forgatókönyvén. A korábban leforgatott változatot a bírálatok miatt nem fogadták el; a film végül nem készült el.
- 1937–38 telén – Nyikolaj Osztrovszkij Az acélt megedzik című regényéből. A kijelölt rendező Dovzsenko lett volna, de a film nem készült el, a regényt 1942-ben mégis megfilmesítették.
- Sztaraja tér 4. – A forgatókönyv szövege fennmaradt, de ebből sem készült film.
- 1939 nyarán – Mark Donszkoj Gorkij-trilógiája befejező részének forgatókönyvét kellett volna elkészítenie, amikor letartóztatták.

## Magyarul
- Lovashadsereg és egyéb elbeszélések; ford. Wessely László, bev. Ilja Ehrenburg; Európa, Bp., 1957
- Iszaak Babel' művei. Elbeszélések és színművek; ford. Wessely László, sajtó alá rend. Konrád György, utószó Elbert János; Magyar Helikon, Bp., 1964
- Lovashadsereg és egyéb elbeszélések; ford. Wessely László, utószó Ilja Ehrenburg; Európa, Bp., 1967 (Kincses könyvek. Szépirodalmi sorozat)
- Odesszai történetek; ford. Wessely László, ill. Szántó Piroska; Magyar Helikon–Európa, Bp., 1969
- Lovashadsereg és más elbeszélések; ford. Elbert János, Wessely László, ill. Kass János; Európa, Bp., 1976 (Online elérhetőség)
- Odesszában ezt így csinálták és más elbeszélések; Wessely László ford., ill. Szántó Piroska; Magyar Helikon, Bp., 1980
- Napló, 1920; ford., előszó, jegyz. Hetényi Zsuzsa; Pesti Szalon, Bp., 1993, ISBN 963-7994-89-0
- Iszaak Babel művei; vál., jegyz. Gereben Ágnes, ford. Elbert János et al.; Európa, Bp., 1986, ISBN 963-07-3945-3
- Odesszai történetek; ford. Elbert János, Gereben Ágnes, Wessely László; Interpopulart, Szentendre, 1996 (Populart füzetek)